# Cezary Zamana
Cezary Zamana (né le 14 novembre 1967 à Ełk) est un ancien coureur cycliste polonais.

## Biographie
Cezary Zamana commence sa carrière professionnelle en 1990 dans l'équipe Ochsner. Champion de Pologne sur route en 1999, il termine cette année-là deuxième du Tour de Pologne avant d'être déclassé et suspendu six mois pour dopage.
En 2003, il remporte le Tour de Pologne.

## Palmarès
- 1991
  - 9e étape de l'International Cycling Classic
- 1992
  - 5e étape de la West Virginia Classic
  - Cascade Classic :
    - Classement général
    - 3e étape

  - Classement général de la Coors Classic
- 1993
  - 6e et 11e étapes du Tour de Pologne
  - 7e étape du Critérium du Dauphiné libéré
  - 3e du Tour d'Armorique
- 1996
  - 3e étape du Bałtyk-Karkonosze Tour
  - 3e étape du Tour de Normandie
- 1997
  - 2e étape du Tour de Normandie
  - 3e du Tour de Normandie
  - 3e de Zellik-Galmaarden
- 1998
  - Classement général de la Commonwealth Bank Classic
  - Mémorial Andrzej Kaczyny
  - 3e du championnat de Pologne sur route
  - 3e du First Union Invitational
- 1999
  -  Champion de Pologne sur route
  - 1re, 6e et 7e étapes du Tour d'Argentine
  - Mémorial Henryk Łasak
- 2000
  - Szlakiem Walk Majora Hubala
- 2002
  - Mémorial Henryk Łasak
  - 6e étape du Tour de Pologne
  - 4e étape de l'Inter. Course 4 Asy Fiata Autopoland
  - 2e du Grand Prix Herning
  - 3e de l'Inter. Course 4 Asy Fiata Autopoland
- 2003
  - Mémorial Henryk Łasak
  - Małopolski Wyścig Górski :
    - Classement général
    - 1re et 2e étapes

  - 2e étape du Tour de Slovaquie
  - Tour de Pologne :
    - Classement général
    - 6e étape

  - 2e du Tour de Slovaquie
- 2004
  - 3e du Grand Prix d'Isbergues
- 2005
  - Majowy Wyścig Klasyczny - Lublin
  - Classement général du Małopolski Wyścig Górski
  - Classement général du Tour de Hesse
  - 2e du Bałtyk-Karkonosze Tour

## Résultats sur les grands tours

### Tour de France
1 participation
- 1994 : 100e

## Classements mondiaux
| Année           | 2005 | 2006 |
| --------------- | ---- | ---- |
| UCI Europe Tour | 16e  | 681e |